# Landgraaf
Landgraaf ( udtale ?; Limburgsk: Lankgraaf) er en kommune, beliggende i den sydlige provins Limburg i Nederlandene. Kommunens areal er på 24,68 km², og indbyggertallet er på 37.376 pr. 1. april 2016.
Landgraaf er mest kendt for den årlige musikfestival Pinkpop.

## Kernerne
Landgraaf Kommunen består af følgende landsbyer og bebyggelser: Schaesberg, Waubach, Nieuwenhagen, Rimburg, Ubach over Worms og Broekhuizen.

## Galleri
- Wereldtuinen Mondo Verde med i baggrunden Wilhelminaberg
- Pinkpop 2009 op Megaland
- SnowWorld Landgraaf
- Relief af Landgraaf kommune
- Schaesberg Slotsruin
- Schaesberg
- Bydel Eikske
- Vandmølle Streythagermolen ved Strijthagen Slot